# Mapes de Patrimoni Cultural
Mapes de Patrimoni Cultural és una base de dades en línia editada per la Diputació de Barcelona. Conté un inventari del patrimoni de tota mena dels municipis de la província: patrimoni immoble, moble, documental, immaterial i natural.
Contribueix a establir mesures de protecció i conservació i a planificar-ne el millor ús social i cultural. És dividada en una part pública accessible a tots i una part reservada a l'administració. El grau de protecció –o l'absència de protecció– és precisa en la fitxa de cada element. Les fitxes tenen cinc ungletes: ubicació amb un mapa que situa l'element en el seu context geogràfic, classificació, descripció i fotos, història i bibliografia.
La base de dades és elaborada per l'Oficina de Patrimoni Cultural de la Diputació de Barcelona a petició dels ajuntaments de la província. L'oficina va començar el 1999 i el 2012 va seguir la publicació en línea. L'octubre 2020 es va estrenar una versió modernitzada de la web. Aleshores contenia mapes de 185 municipis i 42.428 elements inventariats, sigui uns 60% de la província. La nova versió permet consultar-la amb telèfon mòbil i tauleta.

## Contingut
- Els béns culturals incoats o declarats d'Interès nacional (BCIN) i d'interès local (BCIL) o catalogats per l'ajuntament
- Els espais naturals protegits per qualsevol nivell de l'administració (local, provincial, autonòmica, estatal o europea).
- Els jaciments arqueològics inclosos per la Generalitat de Catalunya a l'Inventari del Patrimoni Arqueològic.
- Els elements i edificis catalogats per altres serveis supramunicipals.
- Els béns inclosos en els inventaris etnològic i industrial de Catalunya.
- Altres elements significatius del patrimoni immoble, moble, documental, immaterial i natural del terme municipal.